# Mali pingvin
Mali pingvin (lat. Eudyptula minor albosignata) je vrlo mali pingvin, endemska skupina ptica za koje se prema najnovijim istraživanjima mitohondrijski DNK vjeruje, da su podvrsta ili samo morf patuljastih pingvina (Banks i drugi, 2000.). 
Gnijezdi se isključivo na poluotoku Banks i otoku Motunau, u novozelandskoj regiji Canterbury. 

## Opis
Mali pingvin naraste do 30 cm visine i oko 1,5 kg težine. Ima bijeli trbuh i smećkasto-bjelkaste i sive mrlje na perajama. Perje mu je sivo.
Mali pingvin je ugrožena životinjska vrsta sa samo oko 3750 parova u cijelom području gdje žive. Od 1990-ih postojali su pokušaji da se vrsta održi namjernim spajanjem parova pingvina u prostorima gdje su zaštićeni od svojih prirodnih i drugih neprijatelja, i gdje mogu se na miru mogu brinuti za svoje mladunce. 
Kao i kod svih pokušaja spašavanja pingvina, osnovni problemi su novčani, ali su potrebni i dobrovoljci koji bi sudjelovali u čišćenju područja, održavanju pingvina, zaštiti od neprijatelja itd. te je za sada vrsta ostala u statusu ugrožene vrste.